# 검은악보
검은악보(영어: Black Midi)는 악보를 검게 할 정도로 음표를 많이 넣어서 연주하는 음악 장르이다.

## 기원
검은악보의 기원은 일본의 니코니코 동화에 있는 '무리악보 시리즈'에서 왔는데, 이것은 이 사이트에서 실제 연주를 고려하지 않은 악보 동영상에 붙는 태그였다.

## 평가
검은악보를 부정적으로 보는 시각에서는 검은악보가 음악성이 없다고 하며, 엄청 많은 화음, 계속되는 아르페지오, 연속되는 건반을 한번에 누르기가 수도 없이 많이 등장하는 점을 주 문제점으로 지적한다.

## 같이 보기
- 악보
- 미디
- 요정의 아리아와 죽음의 왈츠